# Alpinale
Alpinale er en østrigsk kortfilmfestival, der årligt finder sted i Vorarlberg. Fra 1985 til 2003 fandt det sted i Bludenz og fra 2003 til 2019 i den nærliggende landsby Nenzing. Festivalen forventes at vende tilbage til Bludenz i 2020.

## Programudformning og organisation
På fem på hinanden følgende dage i august vises kortfilm - udendørs hvis vejret tillader det - og den såkaldte Goldener Einhorn ("den gyldne enhjørning") uddeles af en jury i flere kategorier. Formålet med filmfestivalen er at få samlet nye filmskabere, uanset om de er professionelle eller ikke-professionelle, fra alle lande, men hovedsageligt fra Europa, i Vorarlberg. Meningen er at få skabt netværk, udveksle meninger, få erfaringer, præsentere deres filmværker for offentligheden og diskutere filmene.
Filmfestivalen drives som en forening og organiseres af frivillige.

## Historie
I 1982 lagde den daværende filmamatør Otmar Rützler og journalisten Günther J. Wolf (arrangør af Bludenzer Literaturtage) grundstenen til Alpinale. Først og fremmest var det en sammenkomst af unge forfattere og amatørfilmskabere i en fælles konkurrence. Allerede i de to efterfølgende år lavede man igen konkurrencer for amatører og unge filmskabere. I 1985 blev den første internationale filmfestival for professionelt producerede kort- og spillefilm, samt amatørfilm, afholdt under navnet Alpinale i Bludenz.
Festivalen blev sponsoreret af Alpenländische Film- und Autorenakademie, som blev grundlagt i samme år, og hvis hovedopgave var at gennemføre filmfestivalen Alpinale. Da Günther J. Wolfs trak sig tilbage i 1990 omstrukturerede man foreningen og gav den det nye navn Alpinale Vorarlberg.
I 2003 flyttede festivalen fra Bludenz til Nenzing. Festivalen forventes at vende tilbage til Bludenz i år 2020.

## Prismodtagere
Hovedprisen, Goldener Einhorn, blev tildelt i kategorierne børnefilm, animeret film, filmskolefilm, international film (frem til 2008: professionel film) og juryprisen (alle jurypriser), samt publikumsprisen.

### 2003
| Pris                   | Film                          | Instruktion     | Land / År |
| ---------------------- | ----------------------------- | --------------- | --------- |
| Juryens hovedpris      | Opus                          | Frieder Wittich | D 2002    |
| Publikumspris          | Talks                         | Mickel Rentsch  | D 2002    |
| Professionel film      | Der Plan des Herrn Thomaschek | Ralf Westhoff   | D 2002    |
| Filmskolefilm          | Pensée Assise                 | Mathieu Robin   | F 2002    |
| Animeret film          | Nosferatu Tango               | Zoltán Horváth  | CH 2002   |
| Børnefilm              | Olsen-banden Junior           | Peter Flinth    | DK 2001   |
| Jean-Thevenot-Medaille | Rio                           | Oliver Bardy    | F 2001    |

### 2004
| Pris                   | Film                   | Instruktion      | Land / År |
| ---------------------- | ---------------------- | ---------------- | --------- |
| Juryens hovedpris      | Green Oaks             | Ruxandra Zenide  | CH 2003   |
| Publikumspris          | The Man Without a Head | Juan Solanas     | F 2003    |
| Professionel film      | Passing Hearts         | Johan Brisinger  | S 2003    |
| Filmskolefilm          | Air Square             | Marcus J. Carney | A 2002    |
| Animeret film          | Escape                 | John Rice        | IRL 2003  |
| Børnefilm              | Zwei kleine Helden     | Ulf Malmros      | S 2002    |
| Jean-Thevenot-Medaille | Liebe auf türkisch     | Özgür Yıldırım   | D 2003    |

### 2005
| Pris                   | Film                                    | Instruktion             | Land / År        |
| ---------------------- | --------------------------------------- | ----------------------- | ---------------- |
| Juryens hovedpris      | Stricteterum                            | Didier Fontan           | F 2004           |
| Publikumspris          | Agricultural Report                     | Melina Sydney Padua     | F 2004           |
| Professionel film      | Mort à l’ecran                          | Alexis Ferrebeuf        | F 2005           |
| Filmskolefilm          | Musca                                   | Ariane Mayer            | D 2005           |
| Animeret film          | Bonhommes og Lunolin, petit naturaliste | Cecilia Marreiros Marum | B 2003 og B 2004 |
| Børnefilm              | "Fakiren fra Bilbao"                    | Peter Flinth            | DK 2004          |
| Jean-Thevenot-Medaille | Ego Sum Alpha Et Omega                  | Jan-Peter Meier         | D 2005           |

### 2006
| Pris                   | Film                                             | Instruktion                                     | Land / År   |
| ---------------------- | ------------------------------------------------ | ----------------------------------------------- | ----------- |
| Juryens hovedpris      | Máxime pena                                      | Juanjo Giménez                                  | E 2005      |
| Publikumspris          | Chinese Take Away                                | Felix Binder                                    | D 2005      |
| Professionel film      | Le Dossier Satchel                               | Gautier About                                   | F 2005      |
| Filmskolefilm          | Die Babysitterin                                 | Christine Lang                                  | D 2005      |
| Animeret film          | Kater                                            | Tine Kluth                                      | D 2005      |
| Vorarlberg Shorts      | Die Schatzgräber                                 | Simon Adamek, Nadja Greisdorfer, Michael Strobl | A 2005      |
| Børnefilm              | Pietje Bell und das Geheimnis der schwarzen Hand | Maria Peters                                    | NL / D 2002 |
| Jean-Thevenot-Medaille | Goodbye                                          | Steve Hudson                                    | D 2004      |

### 2007
| Pris                   | Film                               | Instruktion                    | Land / År  |
| ---------------------- | ---------------------------------- | ------------------------------ | ---------- |
| Juryens hovedpris      | Milan                              | Michaela Kezele                | S / D 2006 |
| Publikumspris          | Das gefrorene Meer                 | Lukas Miko                     | D / A 2007 |
| Professionel film      | Clases Particulares                | Alauda Ruiz de Azúa            | E 2005     |
| Filmskolefilm          | Milan                              | Michaela Kezele                | S / D 2006 |
| Animeret film          | Tagebuch einer perfekten Liebe     | Sebastian Peterson             | D 2007     |
| Vorarlberg Shorts      | Die Geschichte von Bernd und Maria | Florian Dünser, Nikolaus Kargl | A 2006/07  |
| Børnefilm              | Blöde Mütze!                       | Johannes Schmid                | D 2007     |
| Jean-Thevenot-Medaille | Die Kneipe                         | Gabriel Gauchet, Andrzej Kròl  | D 2006     |

### 2008
| Pris                   | Film                                 | Instruktion                          | Land / År |
| ---------------------- | ------------------------------------ | ------------------------------------ | --------- |
| Juryens hovedpris      | La peau dure                         | Jean-Bernard Marlin, Benoit Rambourg | FR 2008   |
| Publikumspris          | Spielzeugland                        | Jochen Alexander Freydank            | D 2007    |
| Professionel film      | Son                                  | Daniel Mulloy                        | UK 2007   |
| Filmskolefilm          | Graphit auf Leinwand, 1920 × 1080 px | Hanni Welter                         | D 2007    |
| Animeret film          | What's next?                         | Claudia Röthlin, Adrian Flückiger    | CH 2007   |
| Vorarlberg Shorts      | Pandora                              | Alexander Jenny                      | A 2007    |
| Børnefilm              | Paulas Geheimnis                     | Gernot Krää                          | D 2006    |
| Jean-Thevenot-Medaille | Son                                  | Daniel Mulloy                        | UK 2007   |

### 2009
| Pris               | Film                                    | Instruktion                           | Land / År        |
| ------------------ | --------------------------------------- | ------------------------------------- | ---------------- |
| Juryens hovedpris  | Freies Land                             | Hannes Treiber                        | D 2008           |
| Publikumspris      | Edgar                                   | Fabian Busch                          | D 2009           |
| International film | Pig                                     | Bosiljka Simonovic                    | F 2008           |
| Filmskolefilm      | Bruder, Bruder                          | Lars Kreyßig                          | D 2007           |
| Animeret film      | ex aequo: Die Seilbahn / Milovan Circus | Claudius Gentinetta / Gerlando Infuso | CH 2008 / B 2008 |
| Vorarlberg Shorts  | Love Affair                             | Christian Bitschnau                   | A 2009           |
| Børnefilm          | Wo ist Winkys Pferd?                    | Mischa Kamp                           | NL / B 2007      |

### 2010
| Pris               | Film                              | Instruktion                      | Land / År    |
| ------------------ | --------------------------------- | -------------------------------- | ------------ |
| Juryens hovedpris  | Echo                              | Magnus von Horn                  | PL 2009      |
| Publikumspris      | Penicillin                        | Mike Viebrock                    | D / GH 2009  |
| International film | Betty B. & The The's              | Felix Stienz                     | D 2009       |
| Filmskolefilm      | Uwe + Uwe                         | Lena Liberta                     | D 2009       |
| Animeret film      | Danny Boy                         | Marek Skrobecki                  | CH / PL 2010 |
| Vorarlberg Shorts  | Carmen                            | Vanessa Gräfingholt              | A / D 2009   |
| Børnefilm          | Peddersen & Findus - glemligheder | Jürgen Lerdam og Anders Sörensen | SE 2009      |

### 2011
| Pris               | Film                  | Instruktion                                                      | Land / År  |
| ------------------ | --------------------- | ---------------------------------------------------------------- | ---------- |
| Juryens hovedpris  | Morir cada día        | Aitor Echeverría                                                 | E 2010     |
| Publikumspris      | Heimatland            | Andrea Schneider, Fabio Friedli, Loretta Arnold, Marius Portmann | CH 2010    |
| International film | Enfant de Yak         | Christophe Boula                                                 | F 2010     |
| Filmskolefilm      | Eisblumen             | Susan Gordanshekan                                               | D 2011     |
| Animeret film      | Millhaven             | Bartek Kulas                                                     | PL 2010    |
| Vorarlberg Shorts  | Way to School         | Mathias Herbster                                                 | A 2010     |
| Børnefilm          | Die Stimme des Adlers | René Bo Hansen                                                   | S / D 2009 |

### 2012
| Pris               | Film                        | Instruktion                      | Land / År  |
| ------------------ | --------------------------- | -------------------------------- | ---------- |
| Juryens hovedpris  | Guang                       | Quek Shio Chuan                  | MAL 2011   |
| Publikumspris      | Mädchenabend                | Timo Becker                      | D 2011     |
| International film | Mon Amoureux                | Daniel Metge                     | F 2011     |
| Filmskolefilm      | Hatch                       | Christoph Kuschnig               | A 2012     |
| Animeret film      | Edmond Was A Donkey         | Franck Dion                      | F 2012     |
| Vorarlberg Shorts  | The Dust And The Living One | Noemi Preiswerk, Janine Barbisch | A 2011     |
| Børnefilm          | The Race                    | André F. Nebe                    | I / D 2008 |

### 2013
| Pris               | Film                                               | Instruktion                         | Land / År   |
| ------------------ | -------------------------------------------------- | ----------------------------------- | ----------- |
| Juryens hovedpris  | Kolona                                             | Ujkan Hysaj                         | KO 2012     |
| Publikumspris      | Stufe Drei                                         | Nathan Nill                         | D 2012      |
| International film | The Mass of Men                                    | Gabriel Gauchet                     | GB 2012     |
| Filmskolefilm      | Fliehkraft                                         | Benjamin Teske                      | D 2012      |
| Animeret film      | Miniyamba                                          | Luc Perez                           | DK / F 2012 |
| Animeret film      | Bitseller                                          | Juanma Sanchez Cervantes            | ES 2013     |
| Vorarlberg Shorts  | Improvisation am Vorarlberger Landeskonservatorium | Cornelia Baumgartner, Daniel Mathis | A 2012      |
| Børnefilm          | Das Geheimnis Des Magiers                          | Joram Lürsen                        | NL 2010     |

### 2014
| Pris               | Film              | Instruktion       | Land / År |
| ------------------ | ----------------- | ----------------- | --------- |
| Juryens hovedpris  | House of Dust     | Jean-Claude Rozec | F 2013    |
| Publikumspris      | Nashorn im Galopp | Erik Schmitt      | D 2013    |
| International film | Penny Dreadful    | Shane Atkinson    | USA 2012  |
| Filmskolefilm      | Breathless        | Johann Dulat      | F 2013    |
| Animeret film      | Wind              | Robert Löbel      | D 2013    |
| Vorarlberg Shorts  | end.wurf          | Tone Fink         | A 2014    |

### 2015
| Pris               | Film                  | Instruktion          | Land / År |
| ------------------ | --------------------- | -------------------- | --------- |
| Juryens hovedpris  | Forever Over          | Erik Schmitt         | D 2014    |
| Publikumspris      | Forever Over          | Erik Schmitt         | D 2014    |
| International film | ANOMALO               | Aitor Gutierrez      | ES 2014   |
| Filmskolefilm      | Faltboote und Heringe | Elena Brotschi       | CH 2014   |
| Animeret film      | under_construction    | Marcin Wojciechowski | PL 2014   |
| Vorarlberg Shorts  | Welcome to Candyland  | Jakob Kasimir        | A 2015    |

### 2016
| Pris               | Film           | Instruktion       | Land / År   |
| ------------------ | -------------- | ----------------- | ----------- |
| Juryens hovedpris  | Balcony        | Toby Fell-Holden  | GB 2015     |
| Publikumspris      | Balcony        | Toby Fell-Holden  | GB 2015     |
| International film | Die Badewanne  | Tim Ellrich       | A 2015      |
| Filmskolefilm      | [Out of Fra]me | Sophie Linnenbaum | D 2015      |
| Animeret film      | Dissonance     | Till Nowak        | D 2015      |
| Vorarlberg Shorts  | Det er her     | Moritz Sonntag    | A / NO 2015 |

### 2017
| Pris               | Film                     | Instruktion            | Land / År |
| ------------------ | ------------------------ | ---------------------- | --------- |
| Juryens hovedpris  | Child                    | Iring Freytag          | D 2016    |
| Publikumspris      | The Chop                 | Lewis Rose             | GB 2015   |
| International film | Schroot                  | Anthony Van Roosendael | BEL 2015  |
| Filmskolefilm      | Watu Wote – All of us    | Katja Benrath          | D 2016    |
| Animeret film      | TIS                      | Chloë Lesueur          | FR 2016   |
| Vorarlberg Shorts  | Für eine Handvoll Silber | Adrian Vögel           | A 2016    |

### 2018
| Pris               | Film                                                             | Instruktion                       | Land / År  |
| ------------------ | ---------------------------------------------------------------- | --------------------------------- | ---------- |
| Juryiens hovedpris | Entschuldigung, ich suche den Tischtennisraum und meine Freundin | Bernhard Wenger                   | D / A 2018 |
| Publikumspris      | El escarabajo al final de la calle                               | Joan Vives Lozano                 | ES 2017    |
| International film | Maneki Neko                                                      | Manolis Mavris                    | GR 2017    |
| Filmskolefilm      | All the tired horses                                             | Sebastian Mayr (Filmakademi Wien) | A 2017     |
| Animeret film      | Catherine                                                        | Britt Raes                        | BE 2016    |
| Vorarlberg Shorts  | Metastaaten                                                      | Felix Kalaivanan                  | A 2018     |
| Børnekortfilm      | Halim                                                            | Werner Fiedler                    | A 2017     |

### 2019
- v-shorts:  1 + 1 = 1 , instrueret af Rupert Höller, Østrig 2019, 7 minutter[4][5]
- Bedste internationale kortfilm: Hörst du, Mutter?, Instruktør: Tuna Kaptan, Tyskland, Tyrkiet 2019, 19 minutter
- Bedste kortfilmanimation: Inanimate, instrueret af Lucia Bulgheroni, Storbritannien 2018, 8 minutter
- Bedste kortfilm filmskole: Shabbos Kallah, instruktør: Aleena Chanowitz, Israel 2017, 15 minutter
- Juryens hovedpris: Portrait of my family in my 13th year, instrueret af Omi Dekel-Kadosh, Israel 2017, 16 minutter
- Særlig omtale: Der Hund bellt, instrueret af Stefan Polasek, Østrig 2018, 30 minutter
- Publikumspris: Die Schwingen des Geistes, instrueret af Albert Meisl, Østrig 2018, 29 minutter
- Børnefilmpris: Ameise, instruktør, manuskript, animation, redigering: Julia Ocker, Tyskland 2018, 4 minutter
- Bedste kortfilm Horro: Point of View, Regissør, Manuskript: Justin Harding, Canada 2015, 9 minutter

## Weblinks
- Wikimedia Commons har flere filer relateret til Alpinale
- Alpinale officiel hjemmeside